# WCPT
WCPT é a sigla para World Confederation for Physical Therapy (Confederação Mundial de Fisioterapia), maior órgão desta profissão.
No Brasil, a Associação de Fisioterapeutas do Brasil está afiliada ao WCPT.